# Табынская икона Божией Матери
Табынская икона Божией Матери — икона Богородицы, почитаемая в Русской Православной Церкви чудотворной. Наибольшее распространение почитание получило в Башкортостане, Оренбургской, Самарской и Челябинской областях, некоторых областях Казахстана. Датируется X—XIII веками.
По преданию, в 1590-х годах икона явилась на солёном ключе при Вознесенской пустыни (ныне село Курорта, Башкортостан) и названа Казанской. С 1765 года — в крепости Табынской (впоследствии село Табынское в Гафурийском районе Башкортостана). Отсюда происходит её название — Табынская икона Божией Матери. В середине XX века исчезла. В настоящее время местонахождение Табынской иконы неизвестно.

## Описание иконы
Икона может датироваться X—XIII веками по типу отделки доски, красок и рисунку греческого письма. Размеры — 72 х 106 см. Имеет характерную особенность — очень темный лик. Настолько темный, что не различить его черты. Иконографический тип близок к Казанскому образу с некоторыми отличиями: дополнительные детали апостольника, лик Богородицы более увеличен, и более сливается с ликом Богомладенца. Таким образом это, позволяет утверждать, что Табынская икона не является списком с Казанской иконы, а только подобна ей. Однако первоначально Табынскую икону называли Казанской.

## История

### Явления иконы
Первое явление Табынской иконы Божией Матери, по преданию, случилось в 1590-х годах: Иеродиакон Вознесенской пустыни Амвросий шёл вечером с сенокоса. Проходя мимо солёного источника, услышал голос: «Возьми Мою икону». Считая эти слова наваждением, он постарался не обратить внимания. На третий день проходя там же, он снова услышал глас: «Да потщится правоверная братия богоспасаемой обители прияти Мя во храм Господа Моего». Он осмотрелся и увидел на большом камне в тени большого дуба икону Божией Матери. Камень нависал над двумя источниками, пересекавшими в этом месте ногайскую дорогу.

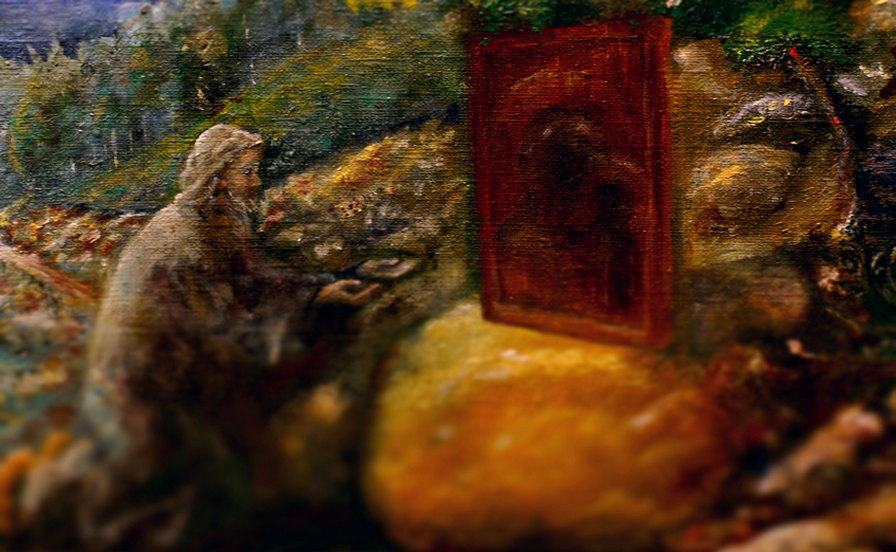
Первое явление Табынской иконы Божией Матери

Диакон поклонился иконе и побежал в монастырь. Братия с честью и пением принесли икону и поставили её в храме. Но наутро иконы не обнаружили. Стали искать и увидели её на монастырских вратах. Монахи вернули икону в храм, но утром она опять была на прежнем месте. Тогда они решили построить над вратами часовню и молиться ей. О новоявленной иконе было донесено воеводе города Уфы и архиепископу Казанскому Гермогену, будущему патриарху. Далее, как говорит сказание: «Пречистая икона была перенесена братией в монастырь. И была носима и в Казань и в Уфу, но как бы не обретшая там себе места, она снова явилась на камне и снова была поставляема в монастырь». Это стало известно царю Федору Иоанновичу, он даровал новые земли, на которых архиепископ Гермоген основал «Пречистенский» монастырь на месте явления иконы. Новую икону стали именовать Казанской. В настоящее время на месте явления иконы находится Богородице-Табынский монастырь.
Второе явление Табынской иконы, вероятно, произошло в 1765 году на том же месте, что и первый раз.
Согласно преданию, три пастуха башкира пасли скотину у соленых ключей и увидели на камне икону Божией Матери. Они бросились рубить её топором, говоря: «Вот русский Бог», и раскололи икону на две части. За такое святотатство пастухи ослепли. Стали плакать и молиться: «Не уйдем, пока нас русский Бог не исцелит». Самый молодой башкир из них 14—15 лет особо сильно молился и прозрел. Он подвёл своих товарищей к соленому источнику. Они, каясь в содеянном, умывали глаза соленой водой и милостью Богородицы прозрели. С этих пор вода в источнике стала святой. Тем временем жители Богоявленского завода стали волноваться о скотине и побежали к соленым ключам и обрели чудотворную икону, о которой было известно по старинному преданию. Перенесли икону в церковь, но утром икону не обнаружили, а обнаружили её в селе Табынском в 20 км от соленых ключей. Впоследствии усольские жители много раз пытались оспорить принадлежность иконы и вернуть ее себе, но всякий раз Божия Матерь чудесным образом возвращала икону в Табынск. С тех пор икона стала называться народом «Табынской». Известно, что молодой башкир принял святое крещение и, проводя особую подвижническую жизнь, умер в возрасте 130 лет во время крестного хода в Челябинске. Согласно преданию, Табынская икона явилась в девятую пятницу после праздника Пасхи, при этом есть основания полагать, что и в первый раз икона явилась в этот же день.

### Крестный ход с иконой
В начале XIX века, как свидетельствует дневник В. И. Даля, с иконой обходили половину Уфимско-Оренбургской губернии. Особое чествование иконы начинается с 1848 года, когда по всей стране произошла эпидемия холеры. Когда икона была принесена в Стерлитамак, то по совершении ей торжественного молебного пения холера видимым образом ослабла, и пока там пребывала икона, эпидемия совершенно прекратилась. Тогда было принято совершать крестный ход с иконой в Стерлитамак. Расширение похода до Оренбурга началось во время холеры, когда за 1848—1853 годы в Оренбурге умерла большая часть населения.
12 декабря 1856 года в особом отношении министра внутренних дел к генерал-губернатору за № 250 утверждалось постоянное совершение крестного хода с Табынской иконой, именуемой Казанской, по Императорскому повелению: «переносить ежегодно находящуюся в церкви села Табынска, Стерлитамакского уезда, икону Казанской Божией Матери в г. Оренбург в сентябре месяце и в г. Стерлитамак — в 9-ю пятницу после Пасхи, в сопровождении крестного хода». В Оренбурге икона пребывала с 8 по 29 сентября, в Стерлитамаке — 8 дней.

### В XX веке
Во время Гражданской войны икона была доставлена в Оренбург, в котором находились белоказаки, особо почитавшие Табынскую икону. Атаман А. И. Дутов использовал авторитет иконы для привлечения казаков в свою армию. После этого в стан белых перешло почти двадцать тысяч трудовых казаков и фронтовиков. В марте 1920 года икона была доставлена в Китай. Икона исчезла во время её перевоза в Пекин в 1949 году. Возможно, ее перехватили иезуиты и увезли в Рим, где она была передана римскому папе.
Согласно другой версии исчезновения Табынской иконы, в 1919 году её вместе с остатками Оренбургской армии увез в Китай атаман Дутов, где она находилась в штабе казачьего войска в походной церкви города Суйдун провинции Синьцзян, а после 1938 года — в Николаевском храме в городе Кульдже той же провинции. Сын диакона Кульджинской церкви отмечал исцеления от иконы, в том числе иноверцев. Табынская икона часто поднималась на крестные ходы. Обычно они совершались по городам, где проживало русское население. В 1950-х годах предпринятая игуменом Кульджинского храма попытка вывезти её в СССР не удалась, так как прихожане этого храма отказали ему это сделать. Затем икона исчезла. Согласно жителям Кульджи, она спрятана в окрестностях их города. В настоящее время предпринимаются поиски иконы.

## Современное почитание
Крестный ход со списком иконы Божией Матери «Табынская» был возрождён по благословению митрополита Уфимского и Стерлитамакского Никона в Уфимской епархии в 1992 году, его возрождение в Оренбургской епархии по благословению митрополита Оренбургского и Бузулукского Валентина последовало с 2000 года.
Правлением Оренбургского казачьего войска был восстановлен круглогодичный крестный ход, который безостановочно движется с 3 июня 2010 года. За это время казаки с иконой побывали в тысячах приходах Русской православной церкви в России и за рубежом. Крестный ход также прошел в Сербии, Абхазии, Южной Осетии.
В 2013 году впервые в истории казаки с Табынской иконой прошли крестным ходом по Святой Горе Афон, подняли икону и на самую вершину Афонской горы.
28 февраля 2014 года икона Божией Матери «Табынская» побывала в Мордовии в селе Лаврентьево в строящейся церкви и в восстанавливающемся храме в Лесное Ардашево, а потом её перевезли на неделю в Санаксарский монастырь. Руководитель крестного хода с Табынской иконой Божьей Матери —войсковой старшина Константин Вадимович Крылов.

## Храмы
- Богородице-Табынский храм в Богородице-Табынский женском монастыре, Башкортостан;
- Собор иконы Божией Матери Табынская в Похвистневе[4];
- Храм иконы Божией Матери Табынская в Оренбурге[5];
- Храм иконы Божией Матери Табынская в Пестравке[6];
- Храм иконы Божией Матери Табынская в селе Малояз, Салаватский район, Республика Башкортостан[7];
- Часовня в поселке Смирновский, возле озера Пустое, Верхнеуральский район, Челябинская область.
- Храм иконы Божией Матери Табынская в посёлке Херсон Гайского района Оренбургской области.

## Молитвы
Тропарь:
«Наста днесь пресветлый праздник, Пречистая Дево, честныя Твоея Табынския иконы, Владычице, яже паче лучей солнечных возсия, от Источника приснотекущаго, Христа, Бога нашего, источаеши целебныя дары с верою к Тебе притекающим, Тя бо Христос Помощницу людем Своим дарова, покрывати и спасати от всякия беды рабы Своя, едину Благословенную».

## Чтимые списки иконы
Чтимый список XIX века находится в Богородице-Табынском монастыре в Башкортостане.